# 洛陽伽藍記
《洛陽伽藍記》是一部集歷史、地理、佛教、文學於一身的名著，在《四庫全書》將其列入史部地理類，簡稱《伽藍記》，為北魏人楊衒之所撰，成書於東魏孝靜帝時。書中歷數北魏洛陽城的伽藍（佛寺），分城內、城東、城西、城南、城北五卷敘述，對寺院的緣起變遷、廟宇的建制規模及與之有關的名人軼事、奇談異聞都記載詳核。與酈道元《水經注》一同，歷來被認為是北朝文學的雙璧。

## 緣起描述
據書中自言，作者在魏孝莊帝永安年間（528年－529年）曾官奉朝請，見帝都洛邑極盛時。時隔二紀，孝靜帝武定五年（547年），因行役重覽洛陽，見其「城郭崩毀，宮室傾覆，寺觀灰燼，廟塔丘墟，牆被蒿艾，巷羅荊棘」，甚至連鐘聲都罕聞。追思往昔，難免黍離麥秀之悲，故撰斯記，傳諸後世。
洛城自魏孝文帝太和十七年（493年）遷都於此，直到孝靜帝天平元年（534）遷都鄴城止，一直是北方政治、經濟、文化的中心。尤其是孝文漢化後，洛陽城達到空前的繁榮，一時文物典章都極為可觀。其間因為天子后妃帶頭佞佛，王公士庶競相捨宅施僧，上起太和（477－499）末，下至永熙（532－534），四十年間，修建寺宇達到一千三百餘所。這些浮圖建築的壯麗，裝飾的華美和貴家的豪奢都給人留下了深刻的印象。寺院見證了北魏京師洛陽的興廢，不少大伽藍（如胡太后建造的永寧寺(516－534)）還成為重大歷史事件的舞臺。
《洛陽伽藍記》作於北魏滅亡，東西魏分裂（534年）後，楊衒之借佛寺盛衰，反映國家興亡，其中既寄託了故國哀思，又寓含著治亂訓鑑。至於綴拾舊聞掌故，詳述京城地理，正《魏書》之曲筆，補史志之闕失，於歷史地理研究亦佔重要地位。《四庫全書總目提要》謂「其文穠麗秀逸，煩而不厭」，繁簡得宜，文筆優美，從文學藝術的角度來看也是上乘之作。侯外庐《中国思想通史》认为：“楊衒之的《洛阳伽蓝记》，为公认的反佛的激烈文献。”
《洛陽伽藍記》原書有正文、子註之別，註語佔大半。唐朝以前文註分明，宋朝以後在傳抄過程中文註混淆，讀解不便。至清道光間，方有吳若準撰《洛陽伽藍記集證》，改定正文、子註，恢復原貌，但正文太简，注文过繁。

## 版本
明嘉靖 如隐堂刻本， 现藏北京大学图书馆
明万历 古今逸史刻本
汲古阁津逮秘书刻本
清乾隆年间汉魏丛书本
嘉庆学津讨原本
真意堂丛书活字本
道光吳若準撰《洛陽伽藍記集證》

## 校注本
周延年 《洛阳伽蓝记注》
田素兰 《洛阳伽蓝记校注》
范祥雍 《洛阳伽蓝记校注》
杨勇校笺 《洛阳伽蓝记校笺》  台北正文书局 1982
劉九洲注譯，侯迺慧校閱《新譯洛陽伽藍記》  台北三民書局 1994,1998
杨勇校笺《洛阳伽蓝记校笺》   中华书局 2006,2008
周祖謨校譯釋《洛陽伽藍記校釋》中華書局 1963

## 翻译本
此书卷五宋云出使西域一节，有法国沙畹翻译本。
- 法国沙畹笺注 冯承钧译注 《宋云行记笺注》， E. Chavannes: Voyage de Song Yun dans l'Udyana et le Gandhara.

此外，还有日本学者人矢义高译注的《洛阳伽蓝记》（平凡社，1974）；英国W.J. F.Jemier译注的Memories of Loyang：Yang Hsiian-chik and the Lost Capital（493- 534）（Oxford：Clarendon Press，1981）、美国华裔学者王伊同的评本A Record of Buddhist Monasteries in Lo-yang（Princeton University Press，1984）等。
邱苏伦的泰文全译本，于2011年在泰国出版发行。
- ลั่วหยางสังฆารามรำลึก หยางเสวี้ยนจือ (ราชวงศ์เป่ย์เว่ย์)/ โดย Yang Xuanzhi,แปลโดย ชิว ซูหลุน.กรุงเทพฯ: โรงพิมพ์แห่งจุฬาลงกรณ์มหาวิทยาลัย, 2554.